# Nile (groupe)
Pour les articles homonymes, voir Nile.
Nile est un groupe de death metal américain, originaire de Greenville, en Caroline du Sud. Il est formé en 1993, et possède la particularité de teinter leurs compositions death metal d'ambiances égyptiennes.

## Biographie

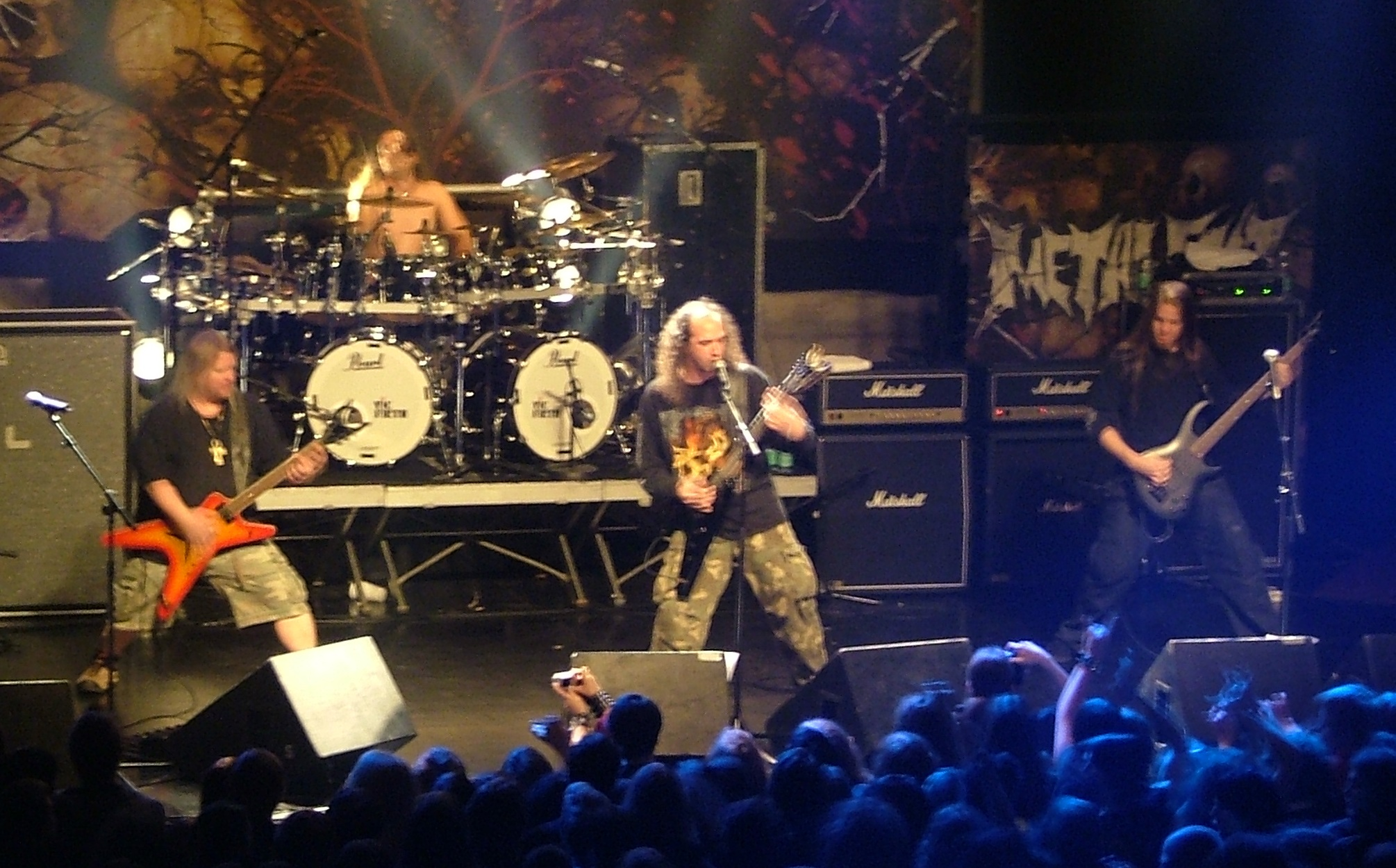
Nile au Metalfest en 2007.

Nile est né des cendres d'un premier groupe appelé Morriah dans lequel jouait Karl Sanders depuis les années 1980. Après deux albums-démos (Festivals of Atonement et Ramses Bringer of War), Nile sort avec Relapse Records en 1998 son premier album, Amongst the Catacombs of Nephren-Ka (personnage imaginé par l'écrivain américain H.P.Lovecraft). L’album suivant, Black Seeds of Vengeance, contribue à renforcer la réputation de la formation, et l’album est notamment désigné album de l’année 2000 par le magazine britannique Terrorizer.
La consécration viendra avec la sortie de leur troisième album, In Their Darkened Shrines. Le leader du groupe, Karl Sanders, a également sorti[Quand ?] un projet solo, intitulé Saurian Meditation, un recueil de musiques orientales, pour s'échapper de la musique extrême vers une plus relaxante.
En mai 2006, Nile signe un contrat avec Nuclear Blast. Le 26 février 2007, Nile entre en studio pour enregistrer son cinquième album, Ithyphallic, leur premier album chez Nuclear Blast. Karl Sanders confirme sa sortie pour le 29 juin, mais l'album est repoussé au 20 juillet 2007. Après sa sortie, l'album compte 4 600 exemplaires vendus, et un aller-simple vers la 162e place du Billboard 200. En décembre 2007 ils tournent avec Six Feet Under, Finntroll et Belphegor.
En juin 2009, Nile entre en studio pour l'enregistrement de son sixième album, Those Whom the Gods Detest. L'album est publié en novembre la même année, et est bien accueilli par la presse spécialisée. Il compte 3 500 exemplaires vendus la première semaines aux États-Unis et atteint la 60e place du Billboard 200.
En 2010, le groupe tourne aux États-Unis avec Immolation. Le 21 octobre 2010, Chris Lollis est confirmé comme nouveau bassiste permanent au sein de Nile, après quatre ans de session. Le 11 octobre 2011, Goomba Music publie Worship the Animal une nouvelle version de démos du groupe enregistrées en 1994. Le 6 décembre 2011, Nile annonce la sortie d'un nouvel album courant 2012. Le 4 février 2012, Karl Sanders annonce sur sa page Facebook l'arrivée d'un nouveau bassiste, Todd Ellis, qui contribuera au nouvel album. Le lendemain, il révèle avoir perdu contact avec Chris Lollis lors des enregistrements et de l'écriture de l'album, et décidera après trois mois de silence de le remplacer. Le 22 novembre 2012, Nile publie la vidéo de Enduring The Eternal Molestation of Flame. À la fin de 2012, le groupe fait plusieurs concerts avec Morbid Angel, Kreator et Fueled by Fire. En 2013, le groupe participe au festival 70 000 Tons of Metal.
Le 9 février 2015, Todd Ellis quitte le groupe. Le 24 juillet 2015, le groupe annonce un nouvel album, intitulé What Should Not Be Unearthed, pour le 28 août.
En février 2017 le groupe annonce le remplacement de Dallas Toler-Wade par Brian Kingsland.

## Membres

### Membres actuels
- Karl Sanders – chant, guitare, basse, claviers (depuis 1993)
- George Kollias – batterie, percussions (depuis 2004)
- Brad Parris – chant, basse (depuis 2015)
- Brian Kingsland – chant, guitare (depuis 2017)

### Anciens membres
- Chief Spires – chant, basse (1993–2001)
- Pete Hammoura – chant, batterie, percussions (1993–2000), chœurs et percussions additionnels (2009, 2015)
- John Ehlers – guitare (1996–1997)
- Tony Laureano – batterie, percussions (2000–2004)
- Jon Vesano – chant, basse (2001–2005)
- Joe Payne - chant, basse (2005-2007; décédé en 2020)
- Chris Lollis – chant, basse (2007–2012)
- Todd Ellis – chant, basse (2012–2015)
- Dallas Toler-Wade – chant, guitare (1997-2017)

### Membres de session
- Derek Roddy - batterie (2000, sur Black Seeds of Vengeance)
- Chris Lollis - chants additionnels (2007, sur Ithyphallic)

## Discographie

### Albums studio
- 1998 : Amongst the Catacombs of Nephren-Ka
- 2000 : In the Beginning
- 2000 : Black Seeds of Vengeance
- 2002 : In Their Darkened Shrines
- 2005 : Annihilation of the Wicked
- 2007 : Ithyphallic
- 2009 : Those Whom the Gods Detest
- 2012 : At the Gate of Sethu
- 2015 : What Should Not Be Unearthed
- 2019 : Vile Nilotic Rites
- 2024 : The Underworld Awaits Us All

### Démos
- 1995 : Festivals of Atonement
- 1997 : Ramses Bringer of War